# Expoflora
A Expoflora é uma feira de flores que ocorre anualmente no município brasileiro de Holambra, sendo a maior exposição de flores e plantas ornamentais da América Latina. Até o ano de 2019, cada edição da feira movimentava R$ 24 milhões no turismo local e gerava 6,5 mil vagas de trabalho.

## Histórico
Ocorre todos os anos, desde 1981, em setembro, em Holambra, que é uma colônia neerlandesa (holandesa).
Lá podem ser encontradas comidas e danças típicas neerlandesas, há exposição e venda de flores, parque de diversões, estacionamento para os carros, restaurantes e lanchonetes, e muitos estandes para que o visitante possa voltar para casa com um pedacinho de Holambra.